# Слуды (Вологодская область)
Слуды — деревня в Устюженском районе Вологодской области.
Входит в состав Моденского сельского поселения, с точки зрения административно-территориального деления — в Моденский сельсовет. Расстояние по автодороге до районного центра Устюжны — 27 км, до центра муниципального образования села Модно — 9 км. Ближайшие населённые пункты — Матвеево, Большая Липенка, Плотичье, Модно. Располагается в 4,5 км от границы с Тверской областью.
Население по данным переписи 2002 года — 226 человек (104 мужчины, 122 женщины). Преобладающая национальность — русские (96%). Первое упоминание о деревне датируется 1628 годом.

## Структура деревни
Почтовый индекс: 162823.
Местные улицы: Береговой переулок, Весёлый переулок, Дачный переулок, Зелёная улица, Лесной переулок, Молодёжная улица, Новый переулок, Песочная улица, Полевой переулок, Солнечная улица, Центральная улица, Школьная улица.
Расположена при впадении реки Ластовка в Мологу на её правом высоком крутом берегу (отсюда и происходит название — Слуды). Река Ластовка делит деревню на две неравные части: примерно 1/3 деревни расположена на её левом берегу, а остальная — на правом. В деревне расположен памятник архитектуры чёрные бани. Ныне сохранилась только одна. Они расположены у левого берега реки Ластовки, из которой местные жители брали для них воду. Левобережная часть Ластовки из-за обилия песков носит название Песочня и Песочный и её главная улица — Песочная. Через реку Ластовку имеется небольшой мост, представляющий собой водосток из двух бетонных труб. В 2015 году мост был размыт, в августе 2017 года восстановлен, а весной 2018 — снова размыт. Чуть выше моста в Ластовку впадает ручей Скородым (правый приток), по которому проходит юго-западная граница деревни. Относительно ручья деревня расположена на его правобережье. Сам ручей вытекает из леса восточнее Слуд, а истоки Ластовки расположены примерно в 4 км южнее.
В деревне Слуды с 1 сентября 1990 года функционирует Слудская основная общеобразовательная школа (дала название Школьной улице) и детский сад на 20 мест (год постройки — 1992 (пущено в эксплуатацию в 1993 году). Здание школы представляет собой двухэтажное деревянное здание с центральным отоплением, рассчитанное на 160 мест с 10 учебными кабинетами. В настоящее время эксплуатируется только 1 этаж здания с 6 учебными кабинетами, в том числе спортивный зал. В 1997 году в состав школы стала входить дошкольная группа, которая размещается в здании детского сада (соседнее со школой). Доставка детей в школу и детский сад из отдаленных населенных пунктов осуществляется автобусом Устюженского АТП. Ныне здание школы законсервировано и не используется по назначению.
Также в деревне расположена Слудская сельская библиотека, которая занимала часть здания детского сада до упразднения последнего.
До конца XX века в деревне Слуды действовала паромная переправа, паром вышел из строя и в 2009 году его отбуксировали по реке на утилизацию.
Главный въезд в деревню Слуды осуществляется по Молодёжной улице с южной стороны. Она примечательна тем, что на ней нет ни одного деревянного дома. В начале улицы расположены восемь идентичных арболитовых домов (№№ 1-8), дом № 9 — трёхподъездный двухэтажный кирпичный жилой дом на 20 квартир (крупнейший в деревне жилой дом), а дом № 10 — Мартыновский фельдшерско-акушерский пункт. Все эти здания, как и школа с библиотекой, имеют центральное отопление от котельной и локальную канализацию. Ещё один въезд в деревню расположен на лесной дороге и ведёт в Песочный, что на левом берегу Ластовки. Второй въезд в деревню осуществляется по Школьной улице со стороны деревни Плотичье. После перекрёстка с Молодёжной улицей на Школьной расположены новостройки: на правой (чётной) стороне — четыре идентичных жилых дома с четырьмя окнами на фасаде, а на нечётной (левой) — три дома-коттеджа с ломаной крышей, построенные в конце XX столетия. Также со стороны Плотичья въезд в деревню осуществляется по Солнечной улице — самой протяжённой в деревне.
На восточной окраине деревни расположены мастерские, известные в просторечии, как «Технодром», но чаще их называли машинный двор или машинная станция. Там стояли различная сельхозтехника, вроде комбайнов и тракторов, а также различное навесное оборудование. Ныне мастерские не работают, а одно из зданий занимает пожарная охрана. Рядом с Технодромом также располагались заправочная станция и склад ГСМ.
Также в деревне до конца XX столетия существовал колхоз «Большевик», состоящий из коровника, конюшни, свинарника, сеносушилки, зерносушилки, автомобильных весов, мастерской, складов и траншей для изготовления силоса. Конюшня и свинарник делили одно здание напополам, поскольку соседнее здание, специально сооружаемое под свинарник, хоть и было достроено до крыши, но так и не было введено в эксплуатацию. В конце XX столетия колхоз разорился из-за нерентабельности, равно, как и все сельскохозяйственные структуры.